# 黄斑燕鳐
黄斑燕鳐（学名：Cypselurus katoptron）为飞鱼科燕鳐属的鱼类。分布于台湾大溪、花莲、新港、富冈、兰屿、东沙、恒春等。该物种的模式产地在苏门答腊。